# زينيت سانت بطرسبرغ

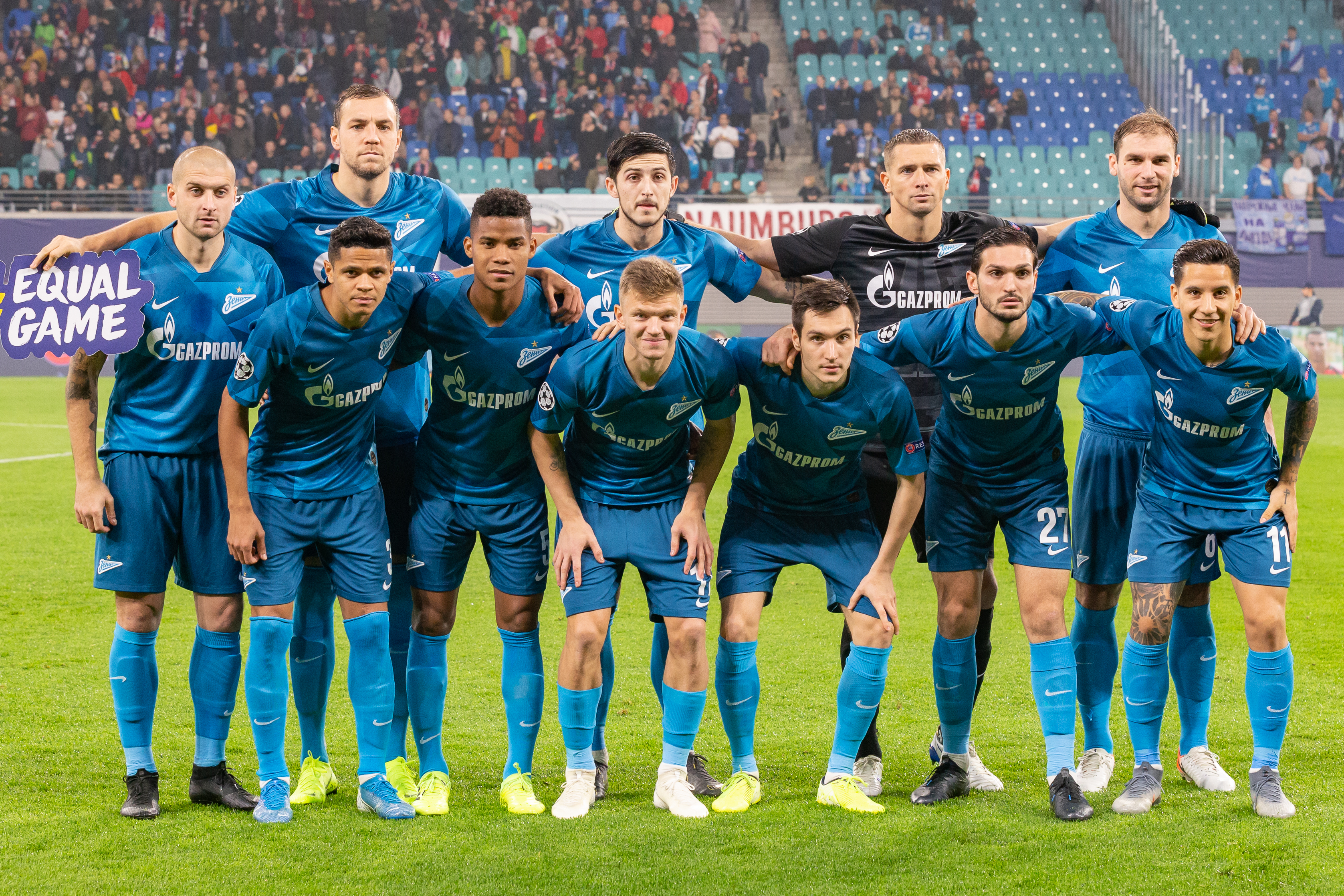
لاعبو زينيت سانت بطرسبرغ عام 2019

نادي زينيت سانت بطرسبرغ لكرة القدم (بالروسية: Футбо́льный клуб «Зенит» Санкт-Петербург) هو نادٍ رياضي من سانت بطرسبرغ، روسيا. تأسس النادي عام 1925. يلعب حاليا في الدوري الروسي الممتاز. شهد طفرة كبيرة جدا بعد أن اشترته شركة غازبروم الروسية النفطية وأصبح أغنى الأندية الروسية. يلعب الفريق مبارياته الرسمية على ملعب كريستوفسكي الذي افتتح في 2017.

## ألقابه
- الدوري السوفييتي الممتاز (مرة واحدة): 1984.
- الدوري الروسي الممتاز (9 مرات): 2007، 2010، 2012، 2015، 2019, 2020, 2021, 2022, 2023
- كأس روسيا (4 مرات): 1944، 1999، 2010، 2016
- كأس السوبر الروسي (5 مرات): 1984، 2008، 2011، 2015، 2016
- كأس الدوري الروسي (مرة واحدة): 2003
- كأس الاتحاد الأوروبي (مرة واحدة): 2008 على حساب رينجرز الاسكتلندي بعدما كسبه بهدفين.
- كأس السوبر الأوروبي (مره واحدة): 2008 بعدما كسب مانشستر يونايتد الإنكليزي بهدفين كذلك.

## الشعار

شعار الفريق حتى 2013
شعار الفريق من 2013 حتى 2015
شعار الفريق من 2015 وحتى الآن